# Gabriel Édouard Thurner
Gabriel Édouard Thurner, né le 6 janvier 1840 à Mulhouse et mort le 10 août 1907 à Paris, est un peintre français.

## Biographie
Gabriel Édouard Thurner est le fils de Joseph Auguste Thurner, maitre de musique, et de Marie Madeleine Bernhard.
Élève de Pierre-Adrien Chabal-Dussurgey, il expose au Salon de 1865 à 1908.
Il obtient une mention honorable en 1884, une médaille de 3e classe en 1887, une mention honorable lors de l'Exposition universelle de 1889, une médaille de 2e classe en 1893, et une médaille de bronze lors de l'Exposition universelle de 1900.
Il meurt célibataire à l'âge de 67 ans à son domicile de la rue des Volontaires. Il est inhumé au cimetière du Montparnasse.